# فيسنتي جريكو
فيسنتي جريكو (بالإسبانية: Vicente Greco)‏ هو موزع وملحن أرجنتيني، ولد في 3 فبراير 1886 في بوينس آيرس في الأرجنتين، وتوفي بنفس المكان في 5 أكتوبر 1924.

## وصلات خارجية
- فيسنتي جريكو على موقع ميوزك برينز (الإنجليزية)
- فيسنتي جريكو على موقع ديسكوغز (الإنجليزية)